# Þrándarjökull
Þrándarjökull è un ghiacciaio dell'Islanda situato nella regione orientale di Austurland. Il ghiacciaio è situato 20 km a Nord-est dell'immenso ghiacciaio islandese di Vatnajökull ed è il ghiacciaio più orientale dell'isola. Þrándarjökull è alto 1236 metri e si estende per 22 km².